# Belgia na Letnich Igrzyskach Olimpijskich 1924
Belgię na Letnich Igrzyskach Olimpijskich 1924 reprezentowało 172 sportowców.

## Zdobyte medale
| Medal  | Zawodnik | Dyscyplina  | Konkurencja                             |
| ------ | --- | ----------- | --------------------------------------- |
| Złoto  | Jean Delarge | Boks        | waga półśrednia                         |
| Złoto  | Léon Huybrechts | Żeglarstwo  | Monotyp olimpijski                      |
| Złoto  | Charles Delporte | Szermierka  | Szpada indywidualnie                    |
| Srebro | Maurice Van Damme Fernand de Montigny Albert De Roocker Désiré Beaurain Marcel Berré Charles Crahay                                                               | Szermierka  | Szpada drużynowo                        |
| Srebro | Fernand de Montigny Charles Delporte Joseph De Craecker Léon Tom Paul Anspach Ernest Gevers                                                                       | Szermierka  | Floret drużynowo                        |
| Srebro | Henri Hoevenaers | Kolarstwo   | Wyścig indywidualny ze startu wspólnego |
| Srebro | Henri Hoevenaers Auguste Parfondry Jean Van Den Bosch Fernand Saivé                                                                                               | Kolarstwo   | Wyścig drużynowy ze startu wspólnego    |
| Srebro | Joseph De Combe | Pływanie    | 200 m stylem klasycznym                 |
| Srebro | Albert Durant Maurice Blitz Gérard Blitz Joseph Pletincx Paul Gailly Pierre Dewin Joseph De Combe Joseph Cludts Georges Fleurix Jules Thiry Jean-Pierre Vermetten | Piłka wodna | Turniej mężczyzn                        |
| Brąz   | Henri Hoevenaers Léonard Daghelinckx Jean Van Den Bosch Fernand Saivé                                                                                             | Kolarstwo   | 4 km drużynowo na dochodzenie           |
| Brąz   | Maurice Van Damme | Szermierka  | Floret indywidualnie                    |
| Brąz   | Joseph Beeken | Boks        | waga średnia                            |

## Skład kadry

### Boks
| Zawodnik           | Konkurencja     | 1/16             | 1/8                  | Ćwierćfinał           | Półfinał         | Finał             | Finał   |
| Zawodnik           | Konkurencja     | Przeciwnik Wynik | Przeciwnik Wynik     | Przeciwnik Wynik      | Przeciwnik Wynik | Przeciwnik Wynik  | Miejsce |
| ------------------ | --------------- | ---------------- | -------------------- | --------------------- | ---------------- | ----------------- | ------- |
| Lucien Debleyser   | waga musza      | Yvon Trèvédic P  | Nie awansował        | Nie awansował         | Nie awansował    | Nie awansował     | 17.     |
| François Sybille   | waga kogucia    | Franz Barta W    | Jean Ces W           | Nie awansował         | Nie awansował    | Nie awansował     | 9.      |
| Jean Devergnies    | waga piórkowa   | Luis Bru W       | Livio Francecchini W | Harry Dingley W       | Joseph Salas P   | Pedro Quartucci P | 4.      |
| Karel Tuns         | waga piórkowa   |                  | Harry Dingley P      | Nie awansował         | Nie awansował    | Nie awansował     | 9.      |
| Alfred Genon       | waga lekka      | Béla Lőwig W     | Colin Sinclair W     | Frederick Boylstein P | Nie awansował    | Nie awansował     | 5.      |
| Jean Delarge       | waga półśrednia | Louis Sauthier W | Patrick O’Hanrahan W | Roy Ingram W          | Douglas Lewis W  | Héctor Méndez W   | złoto   |
| Joseph Rémy        | waga półśrednia | Roy Ingram P     | Nie awansował        | Nie awansował         | Nie awansował    | Nie awansował     | 17.     |
| Joseph Beeken      | waga średnia    |                  | Ben Funk W           | Daniel Daney W        | Harry Mallin P   | Leslie Black W    | brąz    |
| Georges Van Haelen | waga średnia    |                  | Daniel Daney P       | Nie awansował         | Nie awansował    | Nie awansował     | 9.      |
| Fernand Delarge    | waga półciężka  | Sverre Sørsdal P | Nie awansował        | Nie awansował         | Nie awansował    | Nie awansował     | 17.     |

### Jeździectwo
| Konkurencja              | Zawodnik         | Koń       | Finał | Finał |
| Konkurencja              | Zawodnik         | Koń       | Wynik | Poz.  |
| ------------------------ | ---------------- | --------- | ----- | ----- |
| Ujeżdżenie indywidualnie | Georges Serlez   | Chong     | 242,0 | 9.    |
| Ujeżdżenie indywidualnie | Joseph Stevenart | Paillasse | 233,2 | 13.   |
| Ujeżdżenie indywidualnie | Roger Delrue     | Kwango    | 170,8 | 23.   |

| Konkurencja         | Zawodnik                                                                | Koń         | Finał        | Finał   | Finał |
| Konkurencja         | Zawodnik                                                                | Koń         | Punkty karne | Miejsce |       |
| ------------------- | ----------------------------------------------------------------------- | ----------- | ------------ | ------- | ----- |
| Skoki indywidualnie | Nicolas LeRoy                                                           | Vif Argent  | 14,75        | 8.      |       |
| Skoki indywidualnie | Jacques Misonne                                                         | Torino      | 19,50        | 13.     |       |
| Skoki indywidualnie | Gaston Mesmaekers                                                       | As de Pique | 22,75        | 18.     |       |
| Skoki indywidualnie | Jean Breuls van Tiecken                                                 | Acrobate    | 24,00        | 22.     |       |
| Skoki drużynowo     | Nicolas LeRoy Jacques Misonne Gaston Mesmaekers Jean Breuls van Tiecken | jak wyżej   | 57,00        | 4.      |       |

| Konkurencja        | Zawodnik                                                         | Koń        | Ujeżdżenie          | Bieg z przeszkodami | Skoki               | Razem  | Pozycja |
| ------------------ | ---------------------------------------------------------------- | ---------- | ------------------- | ------------------- | ------------------- | ------ | ------- |
| WKKW indywidualnie | Baudouin de Brabandère                                           | Modestie   | 138                 | 1190,5              | 400                 | 1728,5 | 6.      |
| WKKW indywidualnie | Jules Bonvalet                                                   | Weppelghem | 161,8               | 693,3               | 400                 | 1428,0 | 16.     |
| WKKW indywidualnie | Joseph Fallon                                                    | Le Divorce | 116                 | 841,0               | 120                 | 1077,0 | 21.     |
| WKKW indywidualnie | Léon Nossent                                                     | Pirouette  | 142                 | 942,0               | -260                | 924,0  | 27.     |
| WKKW drużynowo     | Baudouin de Brabandère Jules Bonvalet Joseph Fallon Léon Nossent | jak wyżej  | punktacja jak wyżej | punktacja jak wyżej | punktacja jak wyżej | 4233,5 | 5.      |

### Kolarstwo

#### Kolarstwo szosowe
| Zawodnik                                                            | Konkurencja                | Czas       | Pozycja |
| ------------------------------------------------------------------- | -------------------------- | ---------- | ------- |
| Henri Hoevenaers                                                    | jazda indywidualna na czas | 6:30:27,0  | srebro  |
| Auguste Parfondry                                                   | jazda indywidualna na czas | 6:35:57,0  | 6.      |
| Jean Van Den Bosch                                                  | jazda indywidualna na czas | 6:40:31,4  | 10.     |
| Fernand Saivé                                                       | jazda indywidualna na czas | 6:48:46,4  | 16.     |
| Henri Hoevenaers Auguste Parfondry Jean Van Den Bosch Fernand Saivé | jazda drużynowa na czas    | 19:46:55,4 | srebro  |

#### Kolarstwo torowe
| Konkurencja                     | Zawodnik                                                              | Eliminacje                                 | Eliminacje | Repasaże                    | Repasaże | Ćwierćfinał              | Ćwierćfinał   | Repasaże                                 | Repasaże      | Półfinały     | Półfinały     | Finał         | Finał                | Pozycja              |
| Konkurencja                     | Zawodnik                                                              | Przeciwnik                                 | Miejsce    | Przeciwnik                  | Miejsce  | Przeciwnik               | Miejsce       | Przeciwnik                               | Miejsce       | Przeciwnik    | Miejsce       | Przeciwnik    | Miejsce              | Pozycja              |
| ------------------------------- | --------------------------------------------------------------------- | ------------------------------------------ | ---------- | --------------------------- | -------- | ------------------------ | ------------- | ---------------------------------------- | ------------- | ------------- | ------------- | ------------- | -------------------- | -------------------- |
| sprint                          | Prudent De Bruyne                                                     | Eugenio Gret                               | 1.         |                             |          | Jean Cugnot William Fenn | 3.            | Lucien Mermillod George Owen János Grimm | 2.            | Nie awansował | Nie awansował | Nie awansował | Nie awansował        | Nie awansował        |
| sprint                          | Jean Verheyen                                                         | Franciszek Szymczyk Francsco Juillet Culán | 2.         | János Grimm Ricardo Bermejo | 3.       | Nie awansował            | Nie awansował | Nie awansował                            | Nie awansował | Nie awansował | Nie awansował | Nie awansował | Nie awansował        | Nie awansował        |
| 50 km                           | Josef Boons                                                           |                                            |            |                             |          |                          |               |                                          |               |               |               |               | Nie ukończył wyścigu | Nie ukończył wyścigu |
| 50 km                           | Charles Cadron                                                        |                                            |            |                             |          |                          |               |                                          |               |               |               |               | Nie ukończył wyścigu | Nie ukończył wyścigu |
| 50 km                           | Léonard Daghelinckx                                                   |                                            |            |                             |          |                          |               |                                          |               |               |               |               | Nie ukończył wyścigu | Nie ukończył wyścigu |
| 50 km                           | Jean Verheyen                                                         |                                            |            |                             |          |                          |               |                                          |               |               |               |               | Nie ukończył wyścigu | Nie ukończył wyścigu |
| wyścig na dochodzenie drużynowo | Léonard Daghelinckx Henri Hoevenaers Fernand Saivé Jean Van Den Bosch |                                            |            | Holandia                    | 1.       |                          |               | Polska                                   | 1.            | Włochy        | 2.            | Francja       | 1.                   | brąz                 |

### Lekkoatletyka
Konkurencje biegowe
| Konkurencja        | Zawodnik                | Eliminacje      | Eliminacje      | Ćwierćfinał   | Ćwierćfinał   | Półfinał      | Półfinał      | Finał              | Finał              |
| Konkurencja        | Zawodnik                | Wynik           | Miejsce         | Wynik         | Miejsce       | Wynik         | Miejsce       | Wynik              | Miejsce            |
| ------------------ | ----------------------- | --------------- | --------------- | ------------- | ------------- | ------------- | ------------- | ------------------ | ------------------ |
| 100 m              | Henricus Cockuyt        | b.d             | 3.              | Nie awansował | Nie awansował | Nie awansował | Nie awansował | Nie awansował      | Nie awansował      |
| 100 m              | Paul Brochart           | 11,1            | 2.              | b.d           | 4.            | Nie awansował | Nie awansował | Nie awansował      | Nie awansował      |
| 100 m              | Eugène Moetbeek         | Dyskwalifikacja | Dyskwalifikacja | Nie awansował | Nie awansował | Nie awansował | Nie awansował | Nie awansował      | Nie awansował      |
| 200 m              | Paul Brochart           | 23,0            | 1.              | b.d           | 3.            | Nie awansował | Nie awansował | Nie awansował      | Nie awansował      |
| 400 m              | Jules Migeot            | 51,0            | 3.              | Nie awansował | Nie awansował | Nie awansował | Nie awansował | Nie awansował      | Nie awansował      |
| 800 m              | François Morren         | b.d             | 2.              |               |               | 1:58,5        | 6.            | Nie awansował      | Nie awansował      |
| 1500 m             | Léon Fourneau           |                 |                 |               |               | b.d           | 4.            | Nie awansował      | Nie awansował      |
| 5000 m             | Camille Van de Velde    |                 |                 |               |               | b.d           | 8.            | Nie awansował      | Nie awansował      |
| 10 000 m           | Camille Van de Velde    |                 |                 |               |               |               |               | Nie ukończył biegu | Nie ukończył biegu |
| 400 m przez płotki | Jules Migeot            | 56,7            | 3.              |               |               | Nie awansował | Nie awansował | Nie awansował      | Nie awansował      |
| maraton            | Marcel Alavoine         |                 |                 |               |               |               |               | 3:03:20,0          | 15.                |
| maraton            | Augustinus Broos        |                 |                 |               |               |               |               | 3:14:03,0          | 20.                |
| maraton            | Pierre-Georges LeClercq |                 |                 |               |               |               |               | 3:27:54,0          | 26.                |
| maraton            | Théophilus Steurs       |                 |                 |               |               |               |               | Nie ukończył biegu | Nie ukończył biegu |
| maraton            | Félicien Van De Putte   |                 |                 |               |               |               |               | Nie ukończył biegu | Nie ukończył biegu |

Konkurencje techniczne
| Konkurencja   | Zawodnik          | Eliminacje | Eliminacje | Finał                        | Finał                        |
| Konkurencja   | Zawodnik          | Wynik      | Miejsce    | Wynik                        | Miejsce                      |
| ------------- | ----------------- | ---------- | ---------- | ---------------------------- | ---------------------------- |
| skok wzwyż    | Jean Hénault      | 1,80       | 2.         | Nie awansował                | Nie awansował                |
| skok o tyczce | Maurice Henrijean | 3,66       | 1.         | ie zaliczył żadnej wysokości | ie zaliczył żadnej wysokości |

| Zawodnik    | Konkurencje   | Konkurencje                | Wyniki | Punkty  | Miejsce |
| ----------- | ------------- | -------------------------- | ------ | ------- | ------- |
| Fred Zinner | pięciobój     | skok w dal                 | 5,88   | 26      | 26.     |
| Fred Zinner | pięciobój     | rzut oszczepem             | 40,15  | 22      | 22.     |
| Fred Zinner | pięciobój     | Bieg na 200 m              | 25,2   | 24      | 24.     |
| Fred Zinner | pięciobój     | rzut dyskiem               | -      | -       | -       |
| Fred Zinner | pięciobój     | Bieg na 1500 m             | -      | -       | -       |
| Fred Zinner | pięciobój     | Finał                      |        | 72      | 26.     |
| Josse Ruth  | pięciobój     | skok w dal                 | 6,38   | 14      | 14.     |
| Josse Ruth  | pięciobój     | rzut oszczepem             | 36,78  | 26      | 26.     |
| Josse Ruth  | pięciobój     | Bieg na 200 m              | 24,2   | 15      | 15.     |
| Josse Ruth  | pięciobój     | rzut dyskiem               | -      | -       | -       |
| Josse Ruth  | pięciobój     | Bieg na 1500 m             | -      | -       | -       |
| Josse Ruth  | pięciobój     | Finał                      |        | 55      | 19.     |
| Josse Ruth  | dziesięciobój | bieg 100 m                 | 11,8   | 714,4   | 20.     |
| Josse Ruth  | dziesięciobój | skok w dal                 | 6,31   | 683,95  | 17.     |
| Josse Ruth  | dziesięciobój | pchnięcie kulą             | 8,74   | 340,0   | 34.     |
| Josse Ruth  | dziesięciobój | skok wzwyż                 | 1,70   | 678     | 8.      |
| Josse Ruth  | dziesięciobój | bieg 400 m                 | 51,8   | 864,64  | 2.      |
| Josse Ruth  | dziesięciobój | rzut dyskiem               | 23,87  | 189,08  | 24.     |
| Josse Ruth  | dziesięciobój | bieg na 110 m przez płotki | 16,8   | 829     | 5.      |
| Josse Ruth  | dziesięciobój | skok o tyczce              | 3,20   | 595,0   | 10.     |
| Josse Ruth  | dziesięciobój | rzut oszczepem             | 32,28  | 210,2   | 23.     |
| Josse Ruth  | dziesięciobój | bieg na 1500 m             | 4:36,4 | 762,4   | 2.      |
| Josse Ruth  | dziesięciobój | Finał                      |        | 5866,67 | 17.     |

### Pięciobój nowoczesny
| Zawodnik                             | Konkurencja   | Strzelanie | Strzelanie | Strzelanie | Pływanie | Pływanie | Pływanie | Szermierka | Szermierka | Jazda konna | Jazda konna | Jazda konna | Bieg przełajowy | Bieg przełajowy | Bieg przełajowy | Suma punktów | Pozycja |
| Zawodnik                             | Konkurencja   | Wynik      | M.         | Punkty     | Czas     | M.       | Punkty   | Wynik      | M.         | Wynik       | M.          | Punkty      | Czas            | M.              | Punkty          | Suma punktów | Pozycja |
| ------------------------------------ | ------------- | ---------- | ---------- | ---------- | -------- | -------- | -------- | ---------- | ---------- | ----------- | ----------- | ----------- | --------------- | --------------- | --------------- | ------------ | ------- |
| Léopold Buffin de Chosal             | indywidualnie | 156        | 21         | 21.        | 6:25,8   | 20       | 20.      | 13,5       | 13.        | 146         | 2           | 2.          | 16:03,0         | 33              | 33.             | 89,5         | 17.     |
| Jacques De Wykerslooth De Rooyesteyn | indywidualnie | 140        | 25         | 25.        | 7:41,6   | 31       | 31.      | 22,5       | 22.        | 111,5       | 17,5        | 17.         | 15:08,6         | 27              | 27.             | 123          | 29.     |
| Jules Hulsmans                       | indywidualnie | 140        | 27         | 27.        | 6:49,8   | 26       | 26.      | 34,5       | 34.        | 90          | 28          | 28.         | 14:58,0         | 25              | 25.             | 140,5        | 35.     |
| J.L. M. Van Loocke                   | indywidualnie | 134        | 30         | 30.        | 6:18,0   | 16       | 16.      | 15,5       | 15.        | 125         | 9,5         | 9.          | 14:28,0         | 21              | 21.             | 92           | 18.     |

### Piłka nożna
Reprezentacja mężczyzn
| - Henri Larnoe - Achille Schelstraete - André Fierens - Armand Swartenbroeks - August Pelsmaecker - Désiré Bastin |  | - Louis Van Hege - Maurice Gillis - Oscar Verbeeck - Robert Coppée - Jean De Bie |

Runda 2
| 29 maja 1924 16:00 | Szwecja · Kock 8', 24', 77' · Rydell 20', 61', 83' · Brommesson 30' · Keller 46' | 8–1Report | Belgia · Larnoe 67' | Stade Olympique, Colombes Widzów: 8,532 Sędzia: Heinrich Retschury (AUT) |
|                    |                                                                                  |           |                     |                                                                          |

Reprezentacja Belgii została sklasyfikowana na 9. miejscu.

### Piłka wodna
- Reprezentacja mężczyzn

| - Gérard Blitz - Maurice Blitz - Joseph Cludts - Joseph De Combe - Pierre Dewin - Albert Durant |  | - Georges Fleurix - Paul Gailly - Joseph Pletincx - Jules Thiry - Jean-Pierre Vermetten |

Turniej główny
Ćwierćfinał
| 15 lipca 1924 | Belgia | 7:2 | Węgry |  |
| 16:15         |        |     |       |  |

Półfinał
| 16 lipca 1924 | Belgia | 5:1 | Czechosłowacja |  |
| 16:30         |        |     |                |  |

Finał
| 17 lipca 1924 | Francja | 3:0 | Belgia |  |
| 16:30         |         |     |        |  |

Turniej o srebrny medal
Półfinał
| 18 lipca 1924 | Belgia | 4:3 | Szwecja |  |
| 16:30         |        |     |         |  |

Finał
| 20 lipca 1924 | Belgia | 2:1 | Stany Zjednoczone |  |
| 10:30         |        |     |                   |  |

Reprezentacja Belgii zdobyła srebrny medal.

### Pływanie
Mężczyźni
| Konkurencja        | Zawodnik                                                           | Eliminacje | Eliminacje | Półfinał       | Półfinał       | Finał          | Finał          |
| Konkurencja        | Zawodnik                                                           | Czas       | Miejsce    | Czas           | Miejsce        | Czas           | Miejsce        |
| ------------------ | ------------------------------------------------------------------ | ---------- | ---------- | -------------- | -------------- | -------------- | -------------- |
| 100 m grzbietowym  | Gérard Blitz                                                       | 1:19,0     | 2.         | 1:19,0         | 1.             | 1:19,6         | 4.             |
| 200 m klasycznym   | Joseph De Combe                                                    | 3:02,0     | 1.         | 3:00,2         | 1.             | 2:59,2         | srebro         |
| 4 × 200 m dowolnym | Albert Buydens Joseph Callens Emiel Thienpondt Martial Van Schelle | 11:14,8    | 3.         | Nie awansowali | Nie awansowali | Nie awansowali | Nie awansowali |

### Podnoszenie ciężarów
| Konkurencja      | Zawodnik          | Wyciskanie jednorącz | Podrzut jednorącz | Rwanie  | Wyciskanie oburącz | Podrzut Oburącz | Łącznie  | Pozycja |
| ---------------- | ----------------- | -------------------- | ----------------- | ------- | ------------------ | --------------- | -------- | ------- |
| waga piórkowa    | Nicolaas Moerloos | 55 kg                | 75 kg             | 65 kg   | 67,5 kg            | 92,5 kg         | 355 kg   | 12.     |
| waga piórkowa    | Albert Maes       | 55 kg                | 70 kg             | 65 kg   | 67,5 kg            | 95 kg           | 352,5    | 13.     |
| waga lekka       | G. Butter         | 65 kg                | 75 kg             | 72,5 kg | 82,5 kg            | 110 kg          | 405 kg   | 10.     |
| waga średnia     | V. Van Hamme      | 60 kg                | 75 kg             | 70 kg   | 75 kg              | 110,0 kg        | 390 kg   | 16.     |
| waga średnia     | M. Van der Goten  | 60 kg                | 75 kg             | 72,5 kg | 85 kg              | 110 kg          | 402,5 kg | 13.     |
| waga średnia     | Marcel Horsch     | 55 kg                | 67,5 kg           | 77,5 kg | 80 kg              | 100 kg          | 380      | 20.     |
| waga lekkociężka | F. Verdonck       | 60 kg                | 70 kg             | 70 kg   | 80 kg              | 100 kg          | 380 kg   | 17.     |
| waga ciężka      | Georges Bernaert  | 70 kg                | 80 kg             | 95 kg   | 95 kg              | 125 kg          | 465 kg   | 9.      |

### Skoki do wody
Mężczyźni
| Konkurencja              | Zawodnik            | Eliminacje | Eliminacje | Finał         | Finał         |
| Konkurencja              | Zawodnik            | Wynik      | Pozycja    | Wynik         | Pozycja       |
| ------------------------ | ------------------- | ---------- | ---------- | ------------- | ------------- |
| wieża 10 m               | Albert Van Heymbeek | 354,3      | 5.         | Nie awansował | Nie awansował |
| skoki standard i dowolne | Albert Van Heymbeek | 41         | 8.         | Nie awansował | Nie awansował |

Kobiety
| Konkurencja | Zawodnik         | Eliminacje | Eliminacje | Finał          | Finał          |
| Konkurencja | Zawodnik         | Wynik      | Pozycja    | Wynik          | Pozycja        |
| ----------- | ---------------- | ---------- | ---------- | -------------- | -------------- |
| wieża 10 m  | Sophie Hennebert | 22         | 5.         | Nie awansowała | Nie awansowała |

### Strzelectwo
| Konkurencja                      | Zawodnik                                                                                      | Finał | Finał   |
| Konkurencja                      | Zawodnik                                                                                      | Wynik | Pozycja |
| -------------------------------- | --------------------------------------------------------------------------------------------- | ----- | ------- |
| pistolet szybkostrzelny 25 m     | Victor Robert                                                                                 | 13    | 40.     |
| pistolet szybkostrzelny 25 m     | François Lafortune                                                                            | 13    | 40.     |
| pistolet szybkostrzelny 25 m     | Adrien Thuriaux                                                                               | 11    | 50.     |
| pistolet szybkostrzelny 25 m     | Paul Van Asbroeck                                                                             | 8     | 51.     |
| karabin małokalibrowy leżąc 50 m | Paul Van Asbroeck                                                                             | 391   | 9.      |
| karabin małokalibrowy leżąc 50 m | Arthur Balbaert                                                                               | 385   | 26.     |
| karabin małokalibrowy leżąc 50 m | Conrad Adriaenssens                                                                           | 384   | 30.     |
| karabin małokalibrowy leżąc 50 m | Charles Delbarre                                                                              | 383   | 31.     |
| karabin dowolny 600 m leżąc      | Arthur Balbaert                                                                               | 84    | 14.     |
| karabin dowolny 600 m leżąc      | Jacques Lafortune                                                                             | 83    | 19.     |
| karabin dowolny 600 m leżąc      | Paul Van Asbroeck                                                                             | 82    | 24.     |
| karabin dowolny 600 m leżąc      | Conrad Adriaenssens                                                                           | 78    | 41.     |
| karabin dowolny drużynowo        | Paul Van Asbroeck François Lafortune Conrad Adriaenssens Arthur Balbaert Charles Scheirlinckx | 550   | 11.     |
| trap indywidualnie               | Louis D’Heur                                                                                  | 96    | 5.      |
| trap indywidualnie               | Albert Bosquet                                                                                | b.d   | b.d.    |
| trap indywidualnie               | Émile Dupont                                                                                  | b.d   | b.d.    |
| trap indywidualnie               | Louis Van Tilt                                                                                | b.d   | b.d.    |
| trap drużynowo                   | Louis D’Heur Albert Bosquet Émile Dupont Jacques Mouton Louis Van Tilt Henri Quersin          | 354   | 4.      |

### Szermierka
Mężczyźni
| Konkurencja          | Zawodnik                                                                                            | 1 runda | 1 runda | 2 runda                                                                         | 2 runda | Ćwierćfinał | Ćwierćfinał   | Półfinały | Półfinały      | Finał | Finał          | Pozycja        |
| Konkurencja          | Zawodnik                                                                                            | Przeciwnik | Wynik   | Przeciwnik                                                                      | Wynik   | Przeciwnik | Wynik         | Przeciwnik | Wynik          | Przeciwnik | Wynik          | Pozycja        |
| -------------------- | --------------------------------------------------------------------------------------------------- | --- | ------- | ------------------------------------------------------------------------------- | ------- | --- | ------------- | --- | -------------- | --- | -------------- | -------------- |
| szpada indywidualnie | Ernest Gevers                                                                                       | George Calnan Gustaf Lindblom Konstandinos Nikolopulos Joseph Misrahi Frederico Paredes Pieter von Boven Viggo Stilling-Andersen Johan Falkenberg Carlos Miguel |         |                                                                                 |         | Georges Buchard Eugène Empeyta Nils Hellsten Virgilio Mantegazza Charles Biscoe Joseph Misrahi Sigurd Akre Pieter von Boven Wenceslao Paunero                            |               | Virgilio Mantegazza Georges Buchard Armand Massard Paul Anspach Peter Ryefelt Allan Milner Charles Biscoe Eugène Empeyta Ramón Fonst Domingo García Carl Gripenstedt  |                | Charles Delporte Roger Ducret Nils Hellsten Gaston Cornereau Armand Massard Virgilio Mantegazza Georges Buchard Léon Tom Paul Anspach Peter Ryefelt Renzo Compagna      |                | 12.            |
| szpada indywidualnie | Léon Tom                                                                                            | Nils Hellsten Renzo Compagna Wouter Brouwer Mário de Noronha Trifon Triandafilakos Héctor Belo Félix de Pomés Frithjof Lorentzen Ahmed Hassanein                |         |                                                                                 |         | Ramón Fonst Carl Gripenstedt Henri Jacquet George Breed Gaston Cornereau Peter Ryefelt Rui Mayer Wouter Brouwer Pedro Nazar                                              |               | Renzo Compagna Gaston Cornereau Charles Delporte Roger Ducret Nils Hellsten Mário de Noronha Raoul Heide Luis Lucchetti Henri Jacquet Ivan Osiier Frédéric Fitting    |                | Charles Delporte Roger Ducret Nils Hellsten Gaston Cornereau Armand Massard Virgilio Mantegazza Georges Buchard Paul Anspach Peter Ryefelt Renzo Compagna Ernest Gevers |                | 7.             |
| szpada indywidualnie | Charles Delporte                                                                                    | George Breed Charles Biscoe Virgilio Mantegazza Carl Gripenstedt Krikor Agathon Domingo Mendy Constantin Antoniades Josef Jungmann Miguel Zabalza               |         |                                                                                 |         | George Calnan Domingo Garcia Raoul Heide Luis Lucchetti Ivan Osiier Roger Ducret Gustaf Lindblom Krikor Agathon Frederico Paredes Martin Holt                            |               | Léon Tom Renzo Compagna Gaston Cornereau Roger Ducret Nils Hellsten Mário de Noronha Raoul Heide Luis Lucchetti Henri Jacquet Ivan Osiier Frédéric Fitting            |                | Roger Ducret Nils Hellsten Gaston Cornereau Armand Massard Virgilio Mantegazza Georges Buchard Léon Tom Paul Anspach Peter Ryefelt Renzo Compagna Ernest Gevers         |                | złoto          |
| szpada indywidualnie | Paul Anspach                                                                                        | Roger Ducret Robert Frater Pedro Nazar Frédéric Fitting Teodoros Fustanos Conrado Rolando Eduardo Alonso Josef Javůrek                                          |         |                                                                                 |         | Frédéric Fitting Renzo Compagna Trifon Triandafilakos Mário de Noronha Allan Milner Armand Massard Willem van Blijenburgh Conrado Rolando Robert Frater Bror Lagercrantz |               | Virgilio Mantegazza Georges Buchard Armand Massard Ernest Gevers Peter Ryefelt Allan Milner Charles Biscoe Eugène Empeyta Ramón Fonst Domingo García Carl Gripenstedt |                | Charles Delporte Roger Ducret Nils Hellsten Gaston Cornereau Armand Massard Virgilio Mantegazza Georges Buchard Léon Tom Peter Ryefelt Renzo Compagna Ernest Gevers     |                | 9.             |
| szpada drużynowo     | Paul Anspach Joseph De Craecker Fernand de Montigny Charles Delporte Ernest Gevers Léon Tom         | Wielka Brytania · Argentyna | W       |                                                                                 |         | Stany Zjednoczone · Szwajcaria | W             | Włochy · Hiszpania | W              | Francja · Włochy · Portugalia | 'P W" W        | srebro         |
| floret indywidualnie | Charles Crahay                                                                                      | Roger Ducret Roberto Larraz Eugène Empeyta | P W     | Juan Delgado Manuel Queiróz Philip Doyne Édouard Fitting Alois Gottfried        | W P W   | Edgar Seligman Roger Ducret George Calnan Ivan Osiier Manuel Queiróz | P W P W       | Nie awansował | Nie awansował  | Nie awansował | Nie awansował  | Nie awansował  |
| floret indywidualnie | Xavier De Beukelaer                                                                                 | Ivan Osiier Domingo Mendy Thomas Jeter | P       | Roberto Larraz Jacques Coutrot Johan Falkenberg Paul Kunze Frederick Sherriff   | P W     | Philippe Cattiau Roberto Larraz Frithjof Lorentzen Domingo Mendy Jens Berthelsen                                                                                         | P W P         | Philippe Cattiau Edgar Seligman Jacques Coutrot George Calnan Frithjof Lorentzen                                                                                      | P W            | Roger Ducret Philippe Cattiau Maurice Van Damme Jacques Coutrot Roberto Larraz Ivan Osiier Edgar Seligman                                                               | P              | 7.             |
| floret indywidualnie | Maurice Van Damme                                                                                   | Johan Falkenberg Alois Gottfried Carlos Guerrico | W       | Frithjof Lorentzen Gil de Andrade Nicolaas Nederpeld Pedro Mendy Harold Bloomer | W       | Juan Delgado Kurt Ettinger Jacques Coutrot Robert Montgomerie Gil de Andrade                                                                                             | P W P W       | Roger Ducret Ivan Osiier Roberto Larraz Juan Delgado Kurt Ettinger | P W P W        | Roger Ducret Philippe Cattiau Jacques Coutrot Roberto Larraz Ivan Osiier Xavier De Beukelaer Edgar Seligman                                                             | P W            | brąz           |
| floret indywidualnie | Émile Dufrance                                                                                      | Horacio Casco Gil de Andrade Teodoros Fustanos | W       | Philippe Cattiau Domingo Mendy Jens Berthelsen Burke Boyce                      | P W     | Nie awansował | Nie awansował | Nie awansował | Nie awansował  | Nie awansował | Nie awansował  | Nie awansował  |
| floret drużynowo     | Marcel Berré Désiré Beaurain Charles Crahay Albert De Roocker Fernand de Montigny Maurice Van Damme | Austria |         |                                                                                 |         | Argentyna · Wielka Brytania | R GBR         | Włochy · Dania | - W            | Francja · Węgry · Włochy | P W -          | srebro         |
| szabla indywidualnie | Jules Maés                                                                                          | |         |                                                                                 |         | Horacio Casco Conrado Rolando Bino Bini Cornelis Ekkart Ernest Gignoux Svend Munck                                                                                       | W P W P W     | Bino Bini Ivan Osiier János Garay Georges Conraux Ödön Tersztyánszky Carmelo Merlo Conrado Rolando Pedro Mendy Edgar Seligman                                         | P p W P p W -  | Nie awansował | Nie awansował  | Nie awansował  |
| szabla indywidualnie | Charles Acke                                                                                        | |         |                                                                                 |         | Héctor Belo Sándor Pósta Georges Conraux Raúl Sola Cecil Kershaw Jens Berthelsen                                                                                         | P W P W P     | Nie awansował | Nie awansował  | Nie awansował | Nie awansował  | Nie awansował  |
| szabla indywidualnie | Robert Feyerick                                                                                     | |         |                                                                                 |         | Oreste Puliti Edgar Seligman Domingo Mendy Arturo Ponce Julio González                                                                                                   | P W           | Oreste Puliti Sándor Pósta Horacio Casco Giulio Sarrocchi Héctor Belo Marc Perrodon Maarten van Dulm Konstandinos Kodzias                                             | P W P W        | Nie awansował | Nie awansował  | Nie awansował  |
| szabla indywidualnie | Omer Berck                                                                                          | |         |                                                                                 |         | Marcello Bertinetti Laurence Castner Maarten van Dulm Rafael Fernández Julián de Olivares                                                                                | P W           | Roger Ducret Marcello Bertinetti Zoltán Schenker Adrianus de Jong Raúl Sola Robin Dalglish Domingo Mendy Laurence Castner                                             | P W P W P      | Nie awansował | Nie awansował  | Nie awansował  |
| szabla drużynowo     | Charles Delporte Robert Feyerick Félix, Count Goblet d'Alviella Léon Tom Jean-Pierre Willems        | Argentyna | P       |                                                                                 |         | Węgry · Włochy · Stany Zjednoczone | P R -         | Nie awansowali | Nie awansowali | Nie awansowali | Nie awansowali | Nie awansowali |

### Tenis ziemny
| Konkurencja | Zawodnik                             | 1 runda                             | 2 runda                                 | 3 runda                                                   | 4 runda                                         | Ćwierćfinały     | Półfinały        | Finał            | Miejsce |
| Konkurencja | Zawodnik                             | Przeciwnik Wynik                    | Przeciwnik Wynik                        | Przeciwnik Wynik                                          | Przeciwnik Wynik                                | Przeciwnik Wynik | Przeciwnik Wynik | Przeciwnik Wynik | Miejsce |
| ----------- | ------------------------------------ | ----------------------------------- | --------------------------------------- | --------------------------------------------------------- | ----------------------------------------------- | ---------------- | ---------------- | ---------------- | ------- |
| Singiel (m) | Jean Washer                          | Nicolae Mișu W 3:0 (6:3,6:4,6:2)    | Eduardo Flaquer W 3:0 (6:1,6:4,7:5)     | Francis Hunter W 3:2 (2:6,1:6,6:2,6:1,6:4)                | Umberto De Morpurgo P 2:3 (6:2,4:6,6:1,4:6,6:8) | Nie awansował    | Nie awansował    | Nie awansował    | 9.      |
| Singiel (m) | Albert Lammens                       |                                     | Pavel Macenauer P 0:3 (0:6,1:6,0:6)     | Nie awansował                                             | Nie awansował                                   | Nie awansował    | Nie awansował    | Nie awansował    | 33.     |
| Singiel (m) | Stéphane Halot                       | William Ireland W 3:0 (6:1,6:4,6:4) | James Willard P 0:3 (6:8,2:6,2:6)       | Nie awansował                                             | Nie awansował                                   | Nie awansował    | Nie awansował    | Nie awansował    | 33.     |
| Singiel (m) | Victor de Laveleye                   |                                     | Vincent Richards P 0:3 (2:6,4:6,0:6)    | Nie awansował                                             | Nie awansował                                   | Nie awansował    | Nie awansował    | Nie awansował    | 33.     |
| debel (m)   | Jean Washer Victor de Laveleye       |                                     |                                         | Umberto De Morpurgo Clemente Serventi P 0:3 (4:6,4:6,5:7) | Nie awansowali                                  | Nie awansowali   | Nie awansowali   | Nie awansowali   | 16.     |
| debel (m)   | Albert Lammens Joseph Halot          |                                     |                                         | Jean Borotra René Lacoste P 0:3 (3:6,0:6,2:6)             | Nie awansowali                                  | Nie awansowali   | Nie awansowali   | Nie awansowali   | 16.     |
| singiel (k) | Marthe Dupont-Trasenster             |                                     | Cornelia Bouman P 0:2 (6:8,4:6)         | Nie awansowała                                            | Nie awansowała                                  | Nie awansowała   | Nie awansowała   | Nie awansowała   | 17.     |
| singiel (k) | Marie Storms                         |                                     | Dorothy Shepherd-Barron P 0:2 (1:6,1:6) | Nie awansował                                             | Nie awansował                                   | Nie awansował    | Nie awansował    | Nie awansował    | 17.     |
| singiel (k) | Anne de Borman                       |                                     | Kathleen McKane P 0:2 (0:6,2:6)         | Nie awansował                                             | Nie awansował                                   | Nie awansował    | Nie awansował    | Nie awansował    | 17.     |
| singiel (k) | Marie Janssen                        | Ilona Várady-Péter P 0:2 (4:6,1:6)  | Nie awansowała                          | Nie awansowała                                            | Nie awansowała                                  | Nie awansowała   | Nie awansowała   | Nie awansowała   | 28.     |
| debel (k)   | Anne de Borman Marie Storms          |                                     |                                         | Phyllis Covell Kathleen McKane P 0:2 (1:6,2:6)            | Nie awansowały                                  | Nie awansowały   | Nie awansowały   | Nie awansowały   | 8.      |
| mikst       | Anne de Borman Joseph Halot          |                                     |                                         | Elsebeth Brehm Erik Tegner W 2:0 (6:2,6:4)                | Sigrid Fick Henning Müller P 0:2 (0:6,3:6)      | Nie awansowali   | Nie awansowali   | Nie awansowali   | 9.      |
| mikst       | Marthe Dupont-Trasenster Jean Washer |                                     |                                         | Molla Mallory Jack Nielsen P 1:2 (6:1,3:6,3:6)            | Nie awansowali                                  | Nie awansowali   | Nie awansowali   | Nie awansowali   | 15.     |

### Wioślarstwo
| Konkurencja           | Zawodnik | Półfinał | Półfinał | Repasaż        | Repasaż        | Finał          | Finał          | Pozycja        |
| Konkurencja           | Zawodnik | Czas     | M.       | Czas           | M.             | Czas           | M.             | Pozycja        |
| --------------------- | --- | -------- | -------- | -------------- | -------------- | -------------- | -------------- | -------------- |
| dwójka ze sternikiem  | Alphonse Dewette Emile Gabriels Marcel Wauters | b.d      | 3.       | Nie awansowali | Nie awansowali | Nie awansowali | Nie awansowali | Nie awansowali |
| Czwórka ze sternikiem | Lucien Brouha Victor Denis Jules Georges Marcel Roman Carlos Van den Driessche                                                                       | b.d      | 2.       | b.d            | 4.             | Nie awansowali | Nie awansowali | Nie awansowali |
| ósemka                | Arthur D’Anvers Gérard de Gezelle René De Landtsheer Albert Geinger Léon Lippens Hippolyte Schouppe Robert Swartelé Jean Van Silfhout Marcel Wauters | b.d      | 2.       | b.d            | 4.             | Nie awansowali | Nie awansowali | Nie awansowali |

### Zapasy
| Zawodnik                      | Konkurencja        | Runda pierwsza          | Runda druga         | Runda trzecia    | Runda czwarta    | Runda piąta      | Runda szósta     | Runda siódma     | Runda finałowa   | Pozycja       |
| Zawodnik                      | Konkurencja        | Przeciwnik Wynik        | Przeciwnik Wynik    | Przeciwnik Wynik | Przeciwnik Wynik | Przeciwnik Wynik | Przeciwnik Wynik | Przeciwnik Wynik | Przeciwnik Wynik | Pozycja       |
| ----------------------------- | ------------------ | ----------------------- | ------------------- | ---------------- | ---------------- | ---------------- | ---------------- | ---------------- | ---------------- | ------------- |
| styl klasyczny waga kogucia   | Henri Dierickx     | Herman Andersen W       | Mazhar Çakin W      | Sven Martinsen W | Ragnvald Olsen p | Nie awansował    | Nie awansował    | Nie awansował    | Nie awansował    | Nie awansował |
| styl klasyczny waga kogucia   | Pol Slock          | Eduard Pütsep p         | Théo Kueny p        | Nie awansował    | Nie awansował    | Nie awansował    | Nie awansował    | Nie awansował    | Nie awansował    | Nie awansował |
| styl klasyczny waga piórkowa  | Édouard Rottiers   | Voldemar Väli p         | Hilair Fettes W     | Ödön Radvány p   | Nie awansował    | Nie awansował    | Nie awansował    | Nie awansował    | Nie awansował    | Nie awansował |
| styl klasyczny waga piórkowa  | Laurent Bottin     | Marcel Capron p         | Erik Malmberg p     | Nie awansował    | Nie awansował    | Nie awansował    | Nie awansował    | Nie awansował    | Nie awansował    | Nie awansował |
| styl klasyczny waga lekka     | Pierre Christoffel | Rūdolfs Ronis p         | Kalle Westerlund p  | Nie awansował    | Nie awansował    | Nie awansował    | Nie awansował    | Nie awansował    | Nie awansował    | Nie awansował |
| styl klasyczny waga lekka     | Englebertus Mollin | Paul Parisel p          | Ludwig Sesta p      | Nie awansował    | Nie awansował    | Nie awansował    | Nie awansował    | Nie awansował    | Nie awansował    | Nie awansował |
| styl klasyczny waga średnia   | Joseph Dumont      | Robert Christoffersen p | Edvard Westerlund p | Nie awansował    | Nie awansował    | Nie awansował    | Nie awansował    | Nie awansował    | Nie awansował    | Nie awansował |
| styl klasyczny waga półciężka | Émile Walhen       | Rudolf Svensson p       | Nie awansował       | Nie awansował    | Nie awansował    | Nie awansował    | Nie awansował    | Nie awansował    | Nie awansował    | Nie awansował |
| styl klasyczny waga ciężka    | Léon Pottier       | Jaap Sjouwerman W       | Johan Salila W      | Jānis Polis p    | Emil Larsen p    | Nie awansował    | Nie awansował    | Nie awansował    | Nie awansował    | Nie awansował |

| Konkurencja                | Zawodnik          | 1/16 finału      | 1/8 finału         | Ćwierćfinał      | Półfinał                    | Finał                          | Miejsce       |
| Konkurencja                | Zawodnik          | Przeciwnik Wynik | Przeciwnik Wynik   | Przeciwnik Wynik | Przeciwnik Wynik            | Przeciwnik Wynik               | Miejsce       |
| -------------------------- | ----------------- | ---------------- | ------------------ | ---------------- | --------------------------- | ------------------------------ | ------------- |
| styl wolny waga kogucia    | Jaak Dillen       |                  | Bryan Hines p      | Nie awansował    | Nie awansował               | Nie awansował                  | Nie awansował |
| styl wolny waga piórkowa   | August Thijs      |                  | Edvard Huupponen p | Nie awansował    | Nie awansował               | Nie awansował                  | Nie awansował |
| styl wolny waga piórkowa   | Arthur Foubert    |                  | Katsutoshi Naitō p | Nie awansował    | Nie awansował               | Nie awansował                  | Nie awansował |
| styl wolny waga lekka      | Herman Van Duyzen |                  | Émile Pouvroux p   | Nie awansował    | Nie awansował               | Nie awansował                  | Nie awansował |
| styl wolny waga półśrednia | Frits Janssens    |                  | Eino Leino p       | Nie awansował    | Nie awansował               | Nie awansował                  | Nie awansował |
| styl wolny waga półśrednia | Hyacinthe Roosen  |                  | Marcel Dupraz W    | Eino Leino p     | Nie awansował               | Nie awansował                  | Nie awansował |
| styl wolny waga średnia    | Pierre Ollivier   |                  | Enrico Bonassin W  | Emile Tognetti W | Vilho Pekkala p Noel Rhys W | Fritz Hagmann p Johan Penttilä | srebro        |
| styl wolny waga półciężka  | Jean Hutmacher    |                  | Rudolf Svensson p  | Nie awansował    | Nie awansował               | Nie awansował                  | Nie awansował |

### Żeglarstwo
| Zawodnik                                                                                | Konkurencja        | Eliminacje | Eliminacje      | Eliminacje | Półfinały        | Półfinały         | Finałowa pozycja |
| Zawodnik                                                                                | Konkurencja        | Seria I    | Seria II        | Seria III  | Półfinały        | Półfinały         | Finałowa pozycja |
| Zawodnik                                                                                | Konkurencja        | Miejsce    | Miejsce         | Miejsce    | Wyścig I miejsce | Wyścig II miejsce | Finałowa pozycja |
| --------------------------------------------------------------------------------------- | ------------------ | ---------- | --------------- | ---------- | ---------------- | ----------------- | ---------------- |
| Léon Huybrechts                                                                         | monotyp olimpijski | 2.         | Dyskwalifikacja |            | 1.               | 1.                | złoto            |
| Léon Huybrechts John Klotz Léopold Standaert                                            | klasa 6 metrów     | 6.         | 7.              | 3.         | Nie awansowali   | Nie awansowali    | 5.               |
| Fernand Carlier Maurice Passelecq Emmanuel Pauwels Paul Van Halteren Victor Vanderslyen | klasa 8 metrów     | 5.         | 5.              | 5.         | 4.               | 4.                | 4.               |